# Martin Dust
Martin Dust est un auteur-compositeur, chanteur et maitre de cérémonie du Cabaret de Poussière. Parolier pour Eddy de Pretto et co-auteur de l'album l'Affreuse avec Bilal Hassani , il participe à la scène des cabarets parisiens. Il est également podcasteur et tenait une chronique hebdomadaire Le Toast dans l'émission Super Nova sur Radio Nova.

## Carrière

### Auteur-compositeur parolier
Parolier pour Eddy de Pretto, il le rencontre par l'intermédiaire de leur professeure de chant commune et écrit pour l'album Cure les chansons Honey, Grave, Genre et Rue de Moscou.
En 2025 il co-écrit avec Bilal Assani l'album l'Affreuse à l'occasion d'une résidence pour le festival Hyperweekend de Radio France . 

### Cabaret de Poussière
En 2017 Martin Dust crée le Cabaret de Poussière dans un squat situé à Paris dans le quartier Bastille. Spectacle musical et politique inspiré de la tradition des cabarets parisiens, le Cabaret de Poussière présente différentes formes d'arts (effeuillage, poésie, acrobatie, chant, humour) et change tous les mois sa programmation. Après six mois de représentation "au chapeau", il déménage chez Madame Louis, une salle de cabaret situé au 1 Quai de Bourbon, puis à la salle de cabaret le Zèbre de Belleville où il passe à deux, puis trois dates mensuelles. En 2021, le Cabaret de Poussière quitte le Zèbre de Belleville pour le Bataclan à raison de deux dates mensuelles pendant cinq mois. En invitant le Cabaret de Poussière, le Bataclan se rapproche de sa programmation originelle qui comportait des cabarets des opérettes et des revues.
Martin Dust tient, au sein du Cabaret de poussière, le rôle de maître de cérémonie et s'occupe de la production et de la programmation. Il y écrit également des textes pour les artistes qui s'y produisent et interprète régulièrement ses propres compositions. Il est accompagné sur scène de trois musiciens.

### Chroniqueur Radio et podcaster
En septembre 2020, Martin Dust rejoint l'équipe des toasteurs et toasteuses qui animent la chronique Le Toast sur Radio Nova au sein de l'émission Super Nova. Il y tient une chronique hebdomadaire de quelques minutes dans laquelle il critique l'actualité.
En janvier 2023 il sort un podcast intitulé La chose, en collaboration avec la musicienne Nina Gat. A travers 9 episodes, il réinterprète une sélection de chansons grivoises et politiques tirées des archives de la SACEM. Ce podcast est réalisé dans le cadre de l'exposition en ligne Florilège Grivois.

## Vie personnelle
Enfant il participe au cours du samedi du Musée de la magie. Après une fugue à 15 ans, il s'émancipe à 16 ans et vit quelques années dans un bordel avec des prostituées. Il voyage ensuite plusieurs années, notamment en Amérique du Sud et en Allemagne avant de revenir à Paris où il intègre l’Institut du spectacle et des arts de la scène Rick Odums.
Son nom Dust a été choisi en hommage au poème Still I Rise de la poétesse Maya Angelou et à la chanson Lady Stardust de David Bowie.

### Militantisme
Il s'engage à Act-up où il dit avoir reçu une partie de sa formation militante et politique.